# Jen Selter
Jennifer Leigh "Jen" Selter (Roslyn, Long Island, Nueva York, Estados Unidos; 8 de agosto de 1993) es una modelo fitness, instructora y celebridad de internet que ganó fama gracias a sus características físicas, lo que la llevó al profesionalismo en el mundo del modelaje.

## Biografía y carrera
Nació en el seno de una familia de ascendencia judía. Su madre se llama Jill Waldman Selter Weinstein. Además Jen tiene una hermana, Stephanie Selter. Al finalizar sus estudios en la secundaria, Jen se sometió a una cirugía plástica para cambiar la forma de su nariz. Después de la graduación, Jen comenzó a asistir al gimnasio, donde estaba interesada en la aptitud física y el yoga.
Se hizo popular en Internet debido a sus clases de acondicionamiento físico, apariencia y figura, en particular, la forma de sus nalgas.
Ha aparecido en las revistas Elle, FHM, Muscle & Fitness, Vanity Fair, Maxim, Men's Health y Playboy.
Ella es representante de NY20 y Game Plan Nutrition. Desde enero de 2014, ha estado trabajando con The Legacy Agency, que representa los intereses de las estrellas del béisbol y la NFL. También publicita la marca de "cerveza fit" Michelob Ultra.